# Valmet M82
Pour les articles homonymes, voir M82.

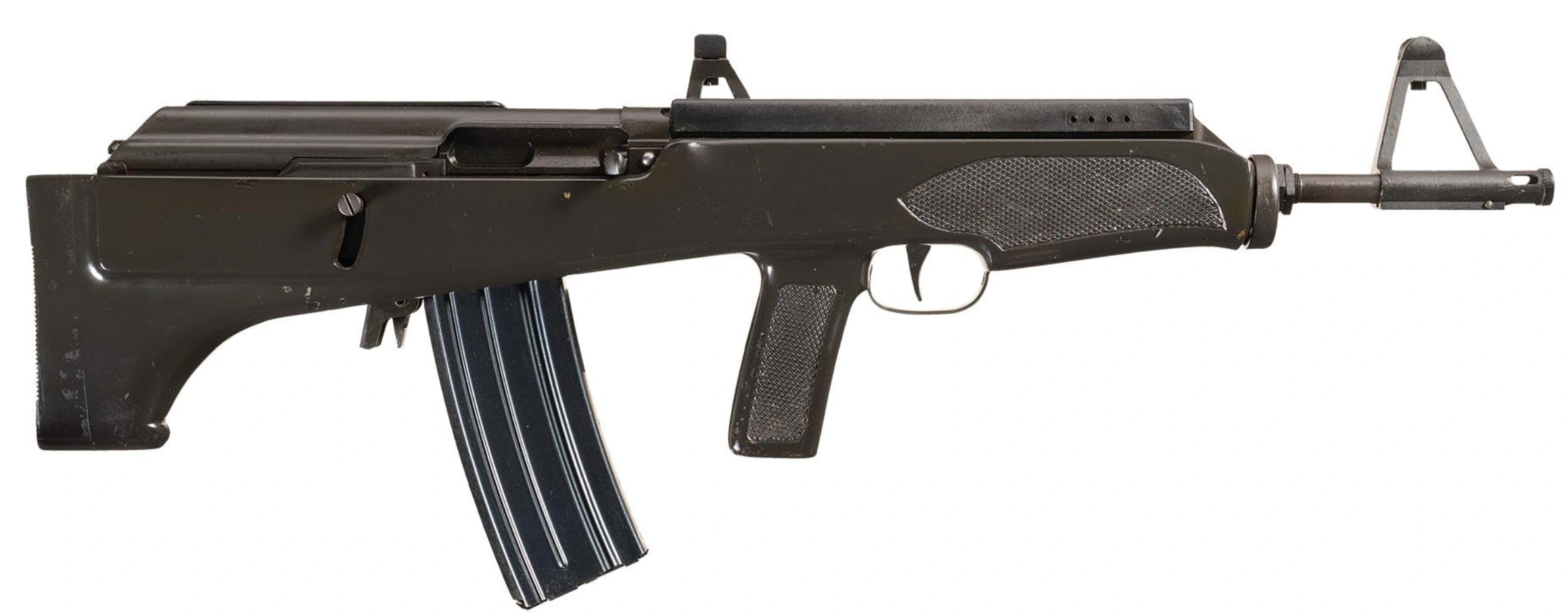
Le Valmet M82

Le Valmet M82 est une variante bullpup du Valmet M76. Connu aussi comme M76 court, Il fut produit entre 1978 et 1986 à 2000 exemplaires.

## Technique
Comme toute arme de type bullpup, la chambre est donc située très à l'arrière ; en  conservant la longueur du canon du M76 et en réduisant la longueur du M82 d'une vingtaine de centimètres. Le mécanisme et le chargeur sont d'ordinaire derrière la poignée, donc emploient un espace habituellement occupé par la seule crosse. La crosse-fût et la poignée-pistolet sont en matière plastique antichoc teinte en gris.
Ses caractéristiques sont les suivantes :
- Munition: 7,62 mm M43, 5,56 mm OTAN
- Longueur : 71 cm
- Masse: 3,3 kg
- Canon: 42 cm
- Capacité du chargeur:  20 ou 30 coups en 5,56/15-30 en 7,62 mm
- Cadence de tir: 700 coups par minute.

## Diffusion
Une petite quantité fut livrée aux parachutistes des Forces de défense finlandaises mais l'essentiel fut vendus sur le marché commercial via la transformation en carabine semi-automatique Valmet 82S.

## Dans la culture populaire
Ce FA au look futuriste est visible dans les films Scarface (1983) et Terminator (1986) ; ainsi que dans  un épisode de la série V.I.P. (1998-2002) mettant en vedette Pamela Anderson. L'expert en armes pixellisées peut l'utiliser dans Rainbow Six 3: Raven Shield.